# Liste der Stolpersteine in Land van Cuijk
Die Liste der Stolpersteine in Land van Cuijk umfasst die Stolpersteine, die vom deutschen Künstler Gunter Demnig in der Gemeinde Land van Cuijk in der niederländischen Provinz Noord-Brabant, verlegt wurden. Stolpersteine sind den Opfern des Nationalsozialismus gewidmet, die vom NS-Regime drangsaliert, deportiert, ermordet, in die Emigration oder in den Suizid getrieben wurden. Demnig verlegt für jedes Opfer einen eigenen Stein, im Regelfall vor dem letzten selbst gewählten Wohnsitz.
Die ersten, bislang einzigen Verlegungen fanden bisher (Stand 2022) im Ortsteil Grave am 21. Juni 2012 statt.

## Verlegte Stolpersteine
| Stolperstein | Übersetzung                                                                                      | Verlegort           | Name, Leben                  |
| ------------ | ------------------------------------------------------------------------------------------------ | ------------------- | ---------------------------- |
|              | HIER WOHNTE NATHAN GOTLIEB GEB. 1861 DEPORTIERT 1943 AUS WESTERBORK ERMORDET 27.8.1943 AUSCHWITZ | Rogstraat 4, Grave  | Nathan Gotlieb (1861–1943)   |
|              | HIER WOHNTE DINA VAN LEEUWEN GEB. 1880 DEPORTIERT 1943 AUS WESTERBORK ERMORDET 16.4.1943 SOBIBOR | Hamstraat 28, Grave | Dina van Leeuwen (1880–1943) |